# Zawod im. Lenina Krasnohoriwka
Zawod im. Lenina Krasnohoriwka (ukr. Футбольний клуб «Завод ім. Леніна» Красногорівка, Futbolnyj Kłub "Zawod im. Lenina" Krasnohoriwka) – ukraiński klub piłkarski z siedzibą w Krasnohoriwce, w obwodzie donieckim.

## Historia
Chronologia nazw:
- 193?—19??: Zawod im. Lenina Krasnohoriwka (ukr. «Завод ім. Леніна» Красногорівка)

Drużyna piłkarska Zawod im. Lenina Krasnohoriwka została założona w mieście Krasnohoriwka w latach 30. XX wieku. W 1938 klub debiutował w rozgrywkach Pucharu ZSRR. Potem kontynuował występy w rozgrywkach Mistrzostw i Pucharu obwodu donieckiego, dopóki nie został rozwiązany.

## Sukcesy
- Puchar ZSRR:

1/128 finału: 1938